# Умбертиде
Умбертиде (итал. Umbertide) је насеље у Италији у округу Перуђа, региону Умбрија.
Према процени из 2011. у насељу је живело 11040 становника. Насеље се налази на надморској висини од 246 м.

## Становништво
Према резултатима пописа становништва 2011. у општини је живело 16.481 становника.
| 1931.  | 1936.  | 1951.  | 1961.  | 1971.  | 1981.  | 1991.  | 2001.  | 2011.  |
| ------ | ------ | ------ | ------ | ------ | ------ | ------ | ------ | ------ |
| 15.647 | 15.146 | 16.077 | 14.497 | 13.498 | 14.183 | 14.379 | 15.254 | 16.481 |

## Партнерски градови
- Тирнавос